# Coenosia mandschurica
Coenosia mandschurica är en tvåvingeart som beskrevs av Willi Hennig 1961. Coenosia mandschurica ingår i släktet Coenosia och familjen husflugor. Inga underarter finns listade i Catalogue of Life.